# پیز کاتچن (کوه‌های آلپ اورتلر)
پیز کاتچن (به لاتین: Piz Cotschen) یک کوه در سوئیس است که در کانتون گراوبوندن واقع شده‌است. پیز کاتچن ۳٬۰۲۶ متر بالاتر از سطح دریا واقع شده‌است.